# Leininger Unterhof

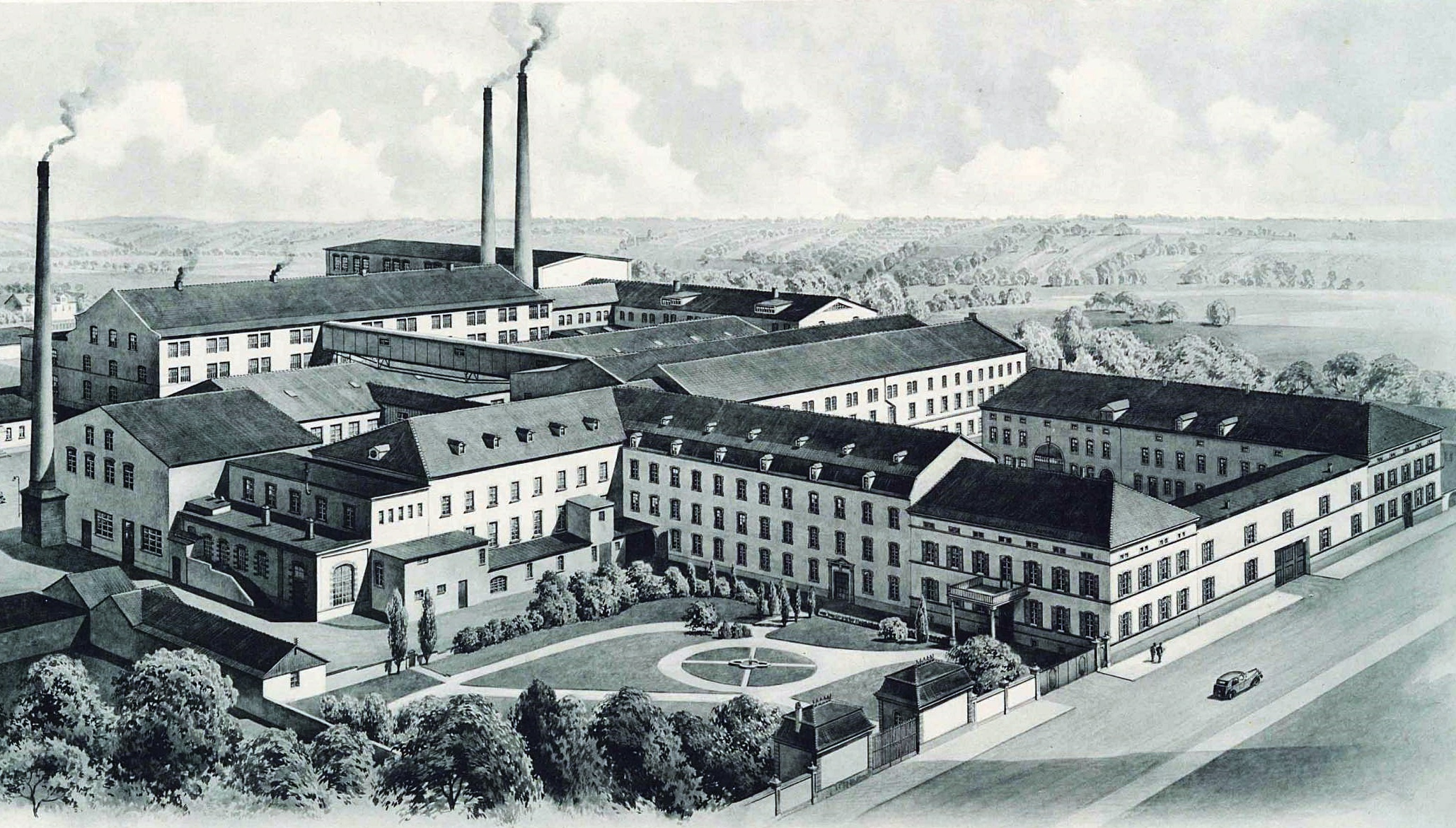
Leininger Unterhof um 1920, damals Sitz der Steingutfabrik

Der Leininger Unterhof ist ein barockes Schlossgebäude in der Stadt Grünstadt, Rheinland-Pfalz, das heute teils als Alters- und Pflegeheim und teils zu privaten Wohnzwecken dient.

## Geschichte des Schlosses
Im Pfälzischen Erbfolgekrieg wurde Grünstadt 1689 von den Franzosen geplündert und teilweise niedergebrannt. 1690 verbrannten bzw. sprengten sie die Burg Altleiningen und verwüsteten die gesamte Grafschaft Leiningen. Infolge von Unbewohnbarkeit der Stammburg Altleiningen ließ sich der regierende Graf Philipp Ludwig von Leiningen-Westerburg-Rixingen ab 1698 in Grünstadt den alten Lungenfelder Klosterhof als Schloss Unterhof zur Residenz ausbauen. Dieser Klosterhof mit den zugehörigen Ländereien und Rechten war vom Kloster Lungenfeld (Glandern) 1549 widerruflich an die Leininger verpfändet worden.
Als Graf Philipp Ludwig 1705 in der Schlacht bei Cassano fiel, waren sein einziger Sohn, seine Brüder und näheren männlichen Verwandten bereits tot. Mit ihm erloschen die Familienlinien Leiningen-Westerburg-Rixingen und Leiningen-Westerburg-Leiningen im Mannesstamm. Sein Erbe gelangte zu gleichen Teilen an entfernte Verwandte, die Brüder Christoph Christian (1656–1728) und Georg II. Carl Ludwig (1666–1726) aus der Familienlinie Leiningen-Westerburg-Schaumburg. Beide Brüder übernahmen gemeinsam die pfälzische Grafschaft Leiningen und übten die Herrschaft im Jahresturnus abwechselnd aus. Beide stifteten jeweils eigene Familienlinien, Christoph Christian die Linie Leiningen-Westerburg-Altleiningen und Georg II. Carl Ludwig Leiningen-Westerburg-Neuleiningen. Die Brüder residierten, wegen Zerstörung der Burgen Altleiningen und Neuleiningen, in Grünstadt. Während Christoph Christian das bereits von seinem Vorgänger Graf Philipp Ludwig erbaute Schloss Unterhof bezog und als Pfandinhaber 1735 vom Kloster Glandern käuflich erwarb, errichtete sich Georg II. Carl Ludwig ab 1716 in der Nähe ein neues Schloss, den Oberhof. Beide Schlösser dienten den Grafen, bis zum Ende ihrer Herrschaft infolge der Französischen Revolution und ihren Auswirkungen, als Residenz. Am 24. Februar 1793 wurde der Unterhof von den Franzosen besetzt und geplündert. 
Johann Nepomuk van Recum (1753–1801), Bruder des Andreas van Recum, kaufte 1795 die Frankenthaler Porzellanmanufaktur um sie ab 1801 als Steingutfabrik in Grünstadt weiterzuführen. Als Firmen- und Wohnsitz diente ihm Schloss Unterhof. Seine Nachfolger erwarben das Anwesen 1805 günstig vom französischen Staat. Es erfolgten Um- und Neubauten. Die Besitzer wechselten in der Folge mehrfach. Ende des 20. Jahrhunderts zog die Steingutfabrik aus dem Gebäudekomplex aus. Der Westflügel und der südliche Verbindungsflügel zwischen Ost- und Westflügel  wurden 1974 abgerissen und in veränderter Form neu aufgebaut. Allein der von Süd nach Nord sich erstreckende, an die Straßenfront der Obergasse reichende Ostflügel blieb vom alten Unterhof erhalten; außerdem östlich davon zwei barocke Wachhäuschen am Eingang zum ehemaligen Schlosspark. 
Heute dienen das Schloss und seine neuen Flügel als Wohneinheiten und es besteht eine räumliche Verbindung zur südlich anstoßenden "Seniorenresidenz am Leininger Unterhof", welche  Teile des Komplexes nutzt.

## Baubestand
Das Schloss liegt mit seiner Front an der Obergasse. Der allein noch originale Ostflügel erstreckt sich in Nord-Süd-Richtung. Das Hauptgebäude mit Mansarddach hat drei Stockwerke mit 7 Fensterachsen. Nördlich anstoßend, zur Obergasse hin, ist ein jüngerer, klassizistischer, zweistöckiger Bau mit 6 Fensterachsen vorgelagert. 
Östlich davon, zur Martinskirche hinreichend, liegt der ehemalige Schlosspark, heute eine öffentliche Grünanlage. An seiner Straßenfront zur Obergasse stehen zwei barocke Wach- bzw. Torhäuschen mit rustizierten Ecklisenen und gebrochenem Walmdach. 
An den Ostflügel schließt sich im Süden ein neu erbauter Verbindungsflügel zum ebenfalls neu errichteten Westflügel an. In dessen Stirnwand zur Obergasse hin, wurde ein von den abgetragenen Schlossgebäuden stammender, historischer Wappenstein mit dem Allianzwappen des Grafen Georg Hermann (1679–1751) und seiner zweiten Gemahlin Charlotte Wilhelmine geb. von Pappenheim (1708–1792) eingemauert.    

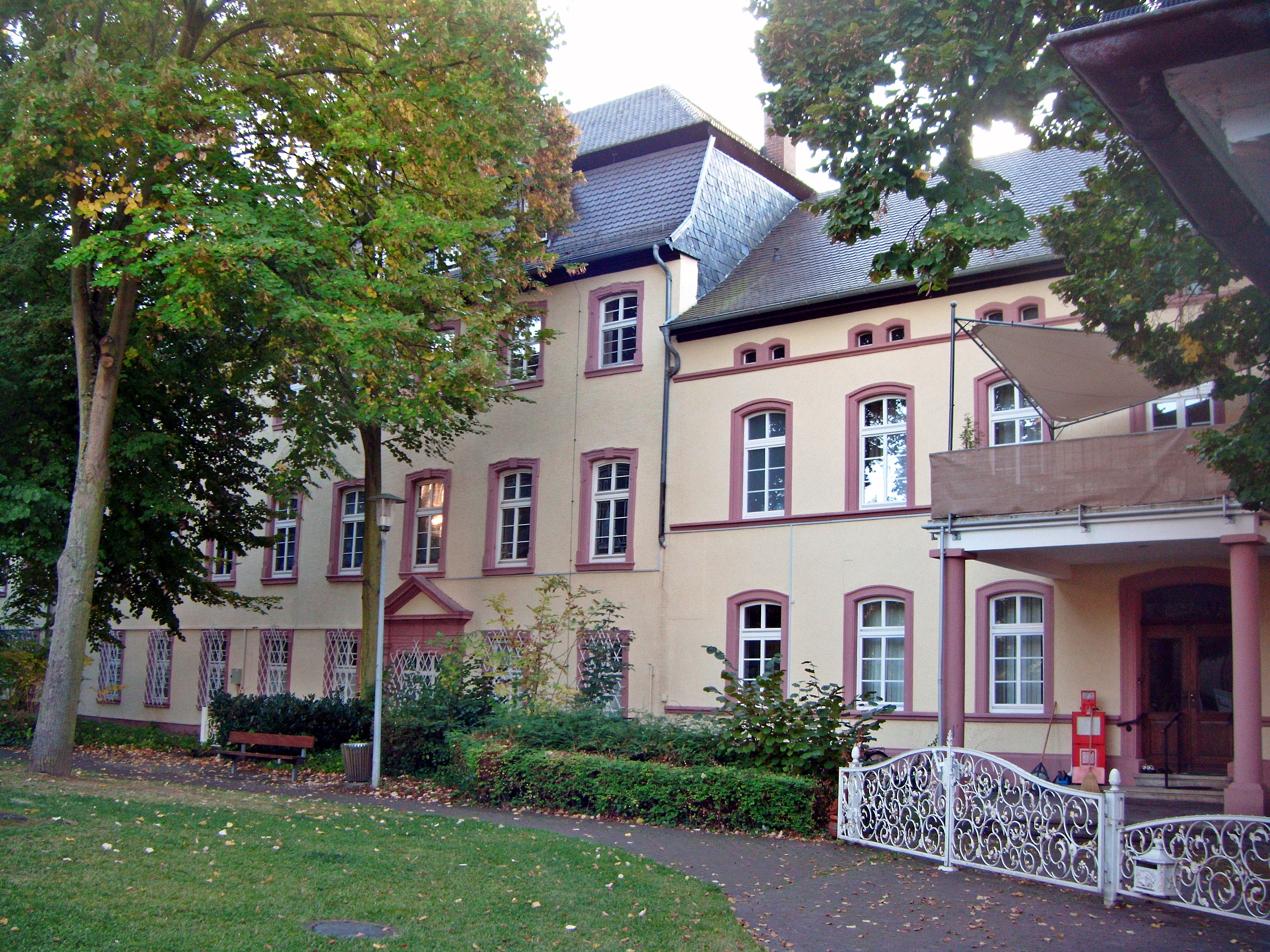
Ostflügel vom Park aus gesehen
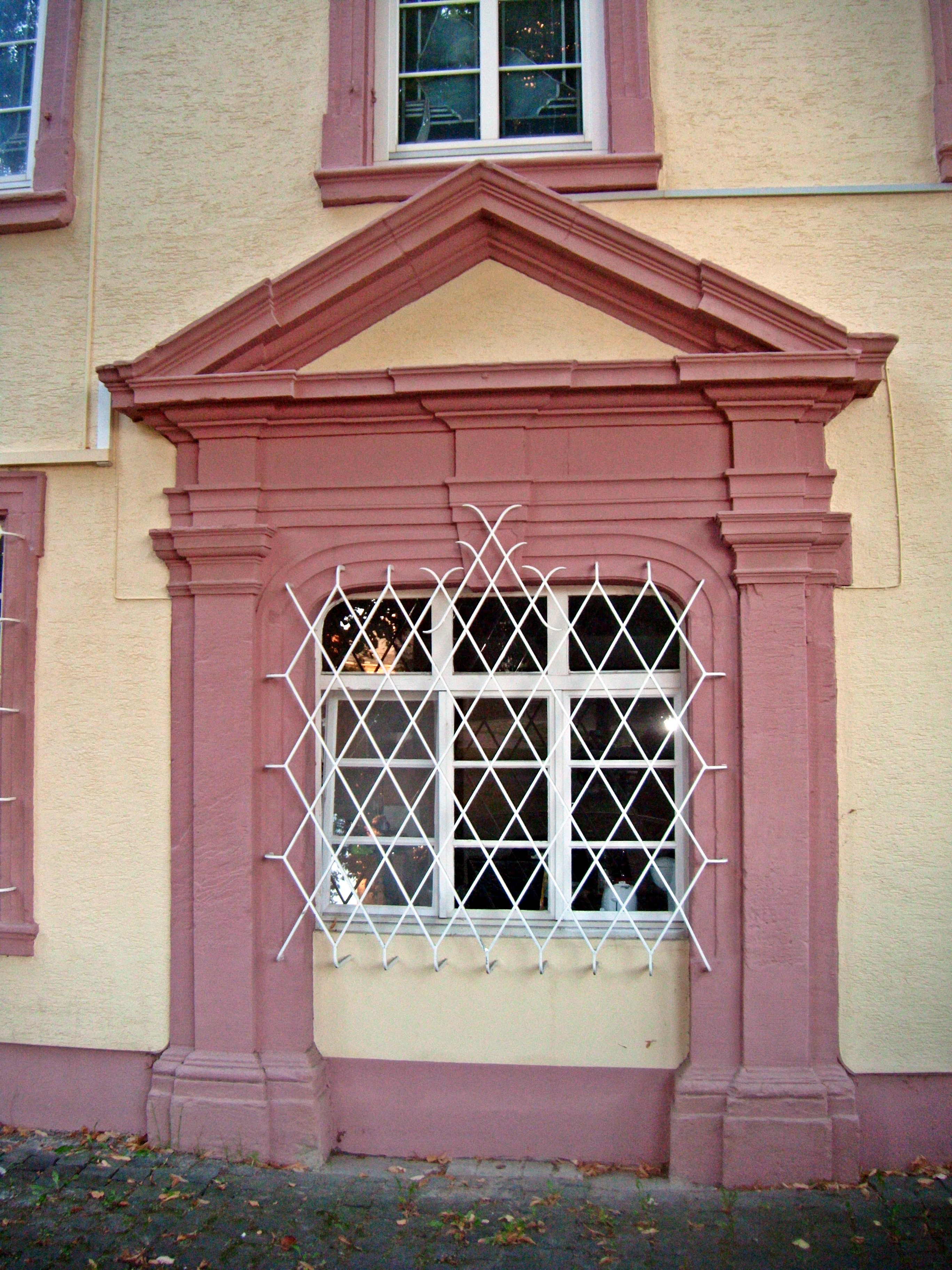
Vermauertes Hauptportal zum Park
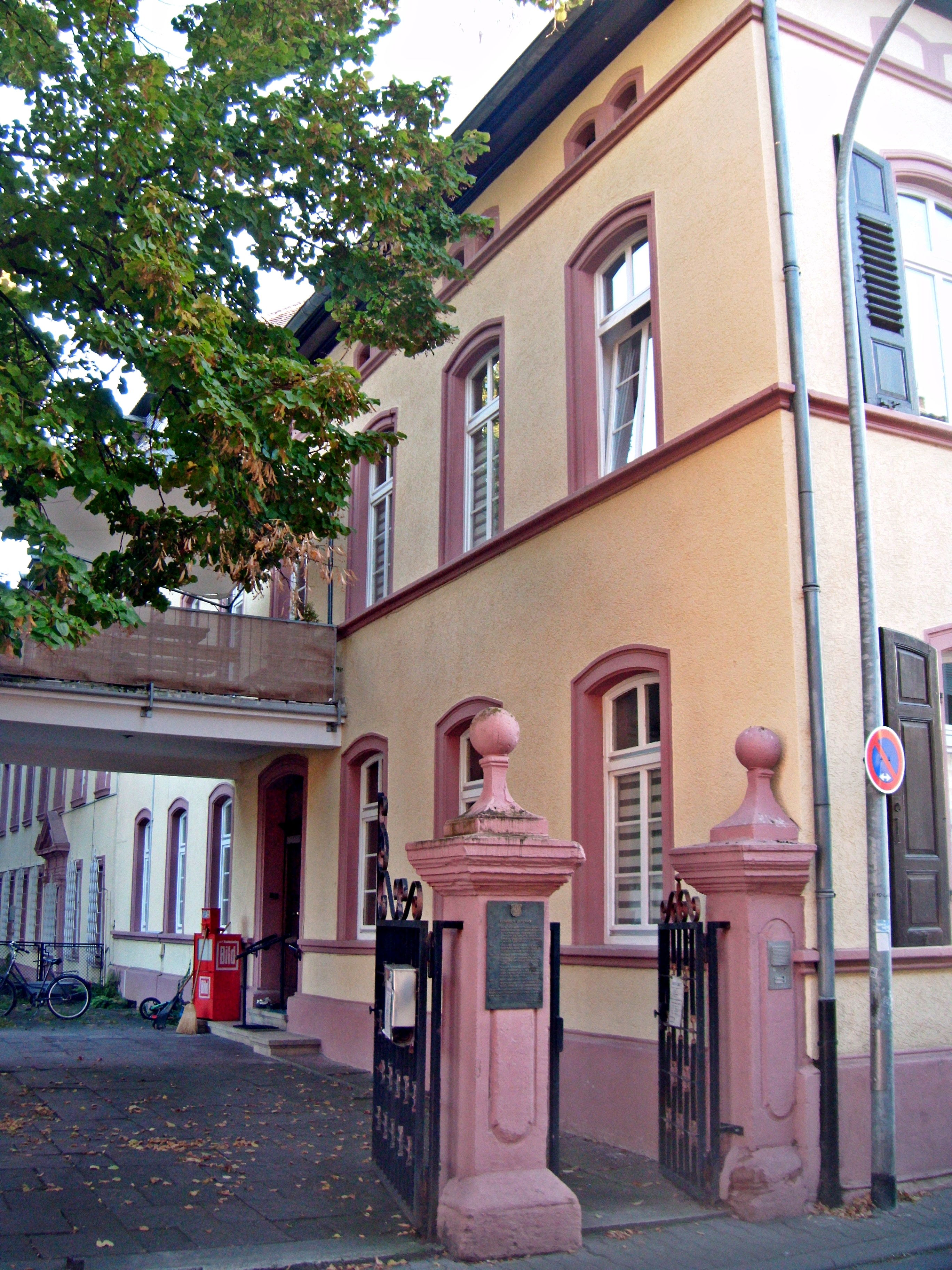
Straßeneingang Ostflügel, Parkseite
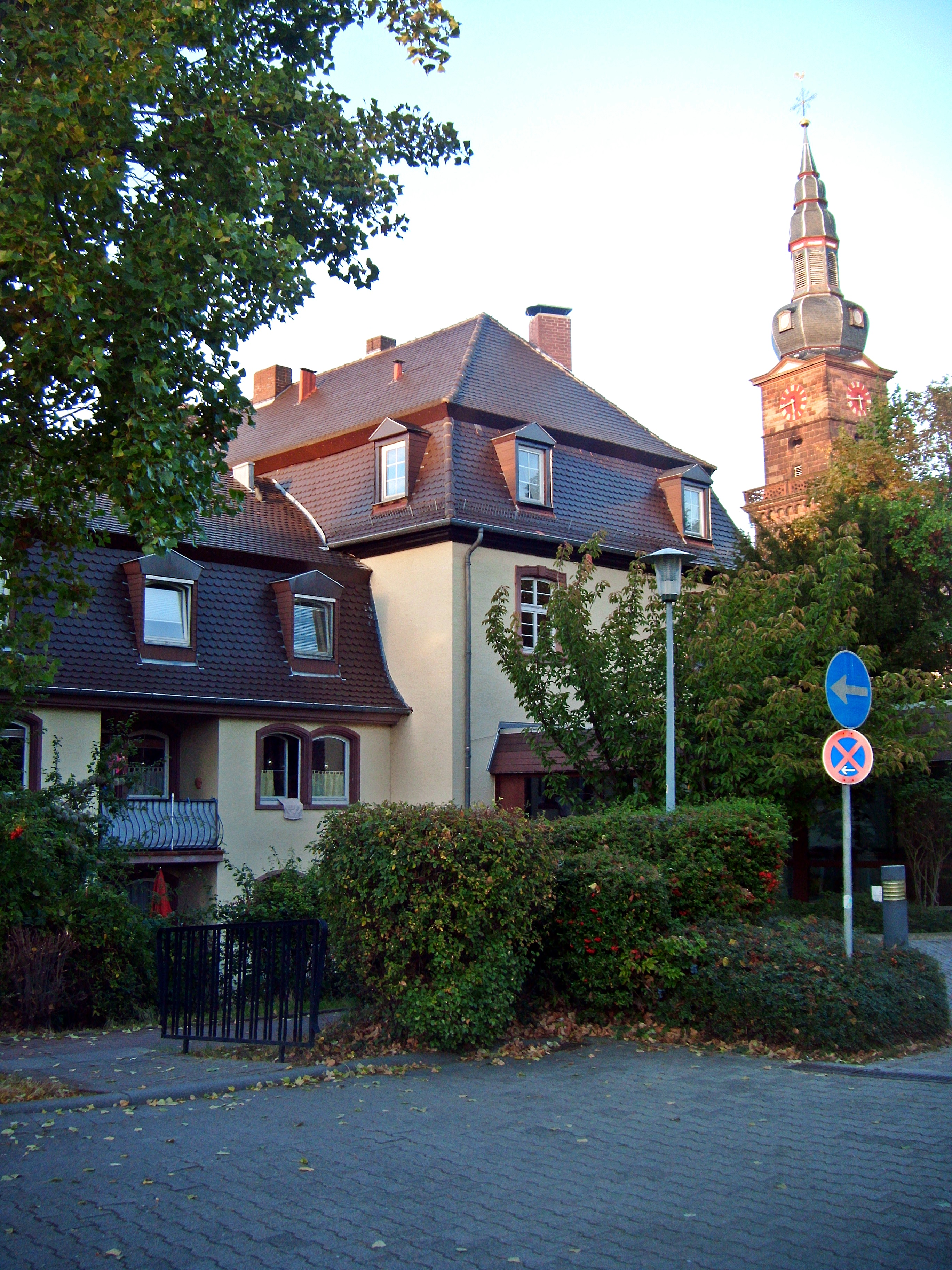
Ostflügel von Südwesten; rechts Verbindung zur Seniorenresidenz, links ein Teil des neuen Südflügels
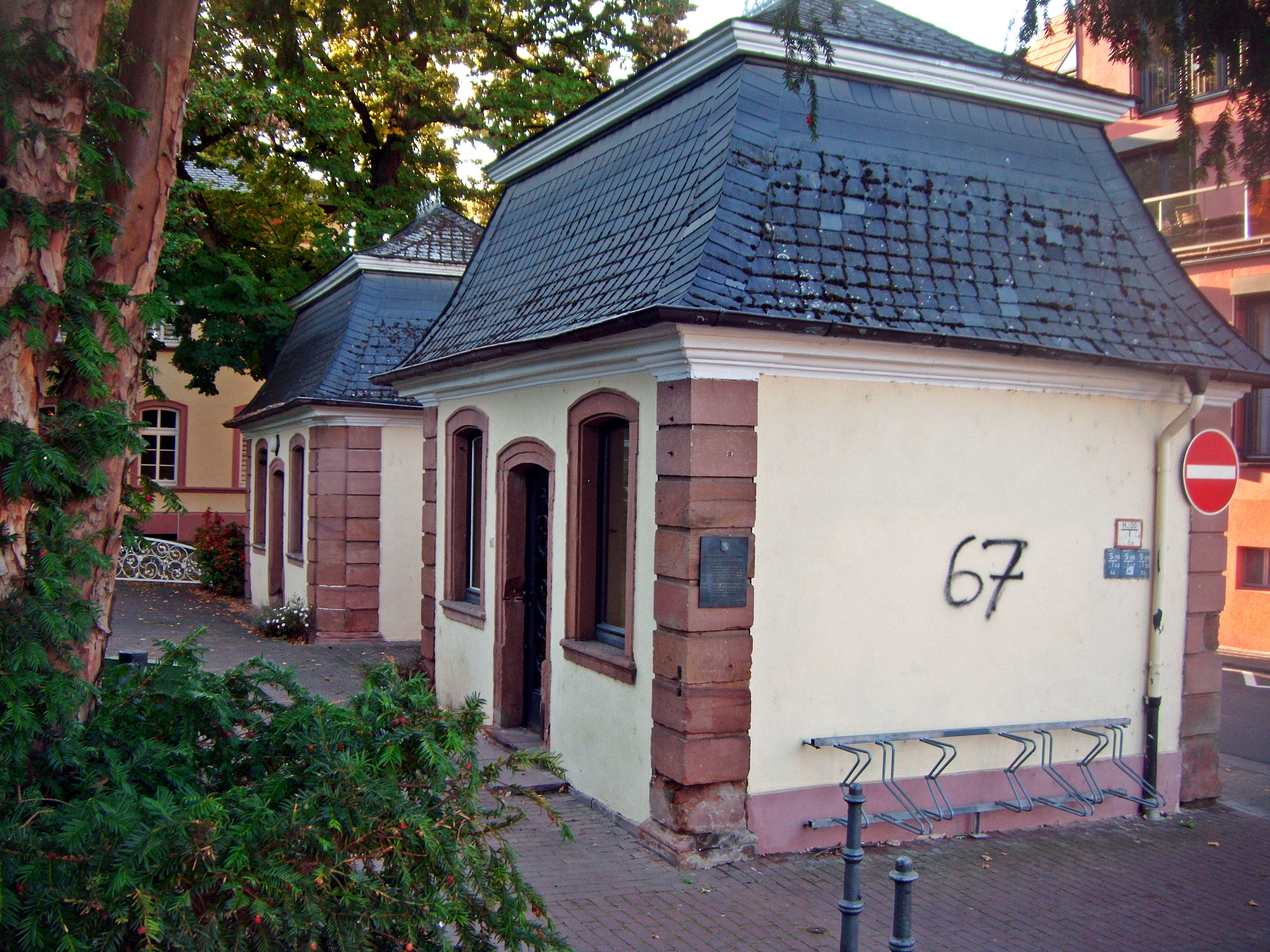
Wachhäuschen am Schlosspark
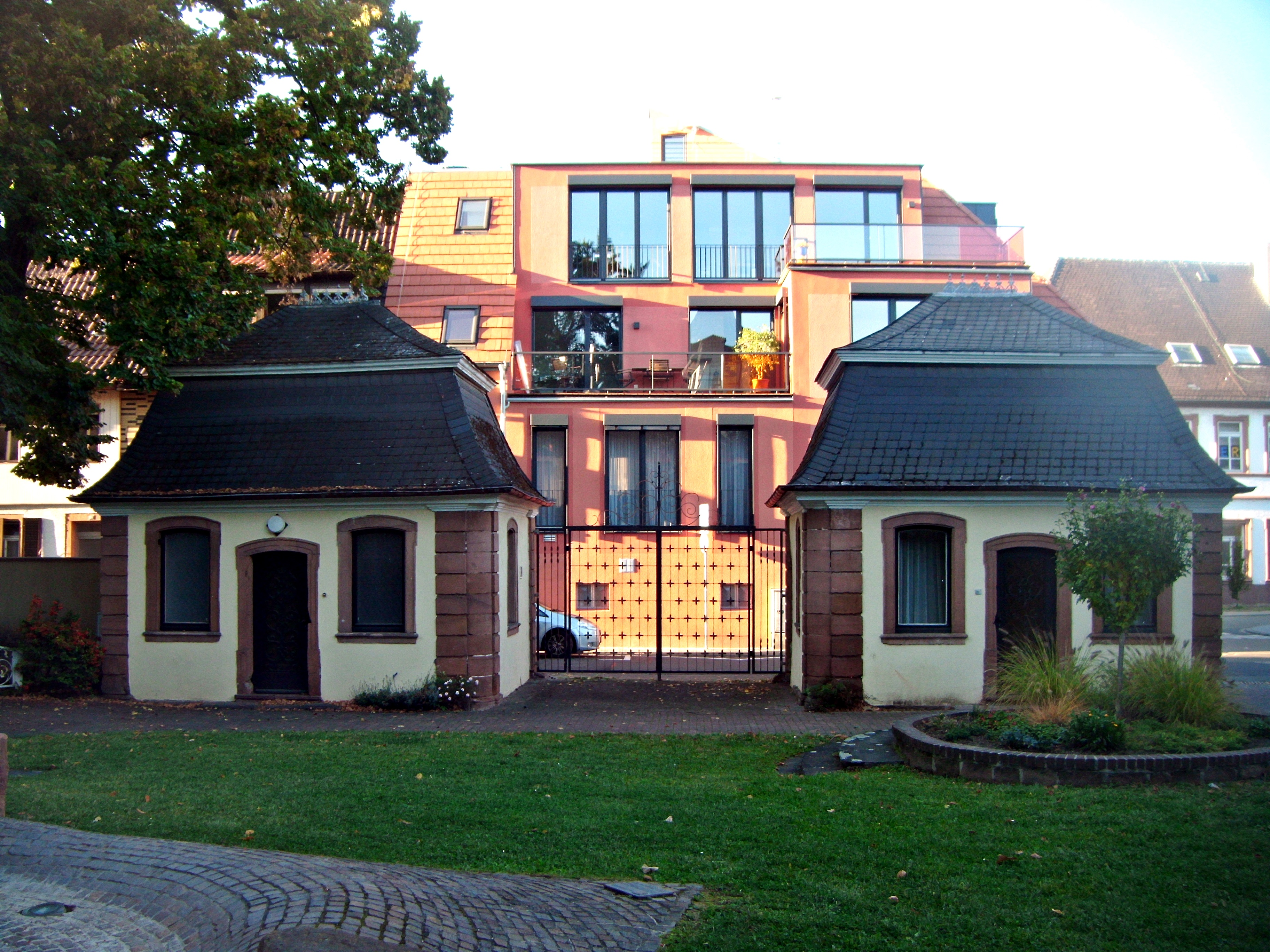
Wachhäuschen am Schlosspark, rechts dahinter der Leininger Oberhof
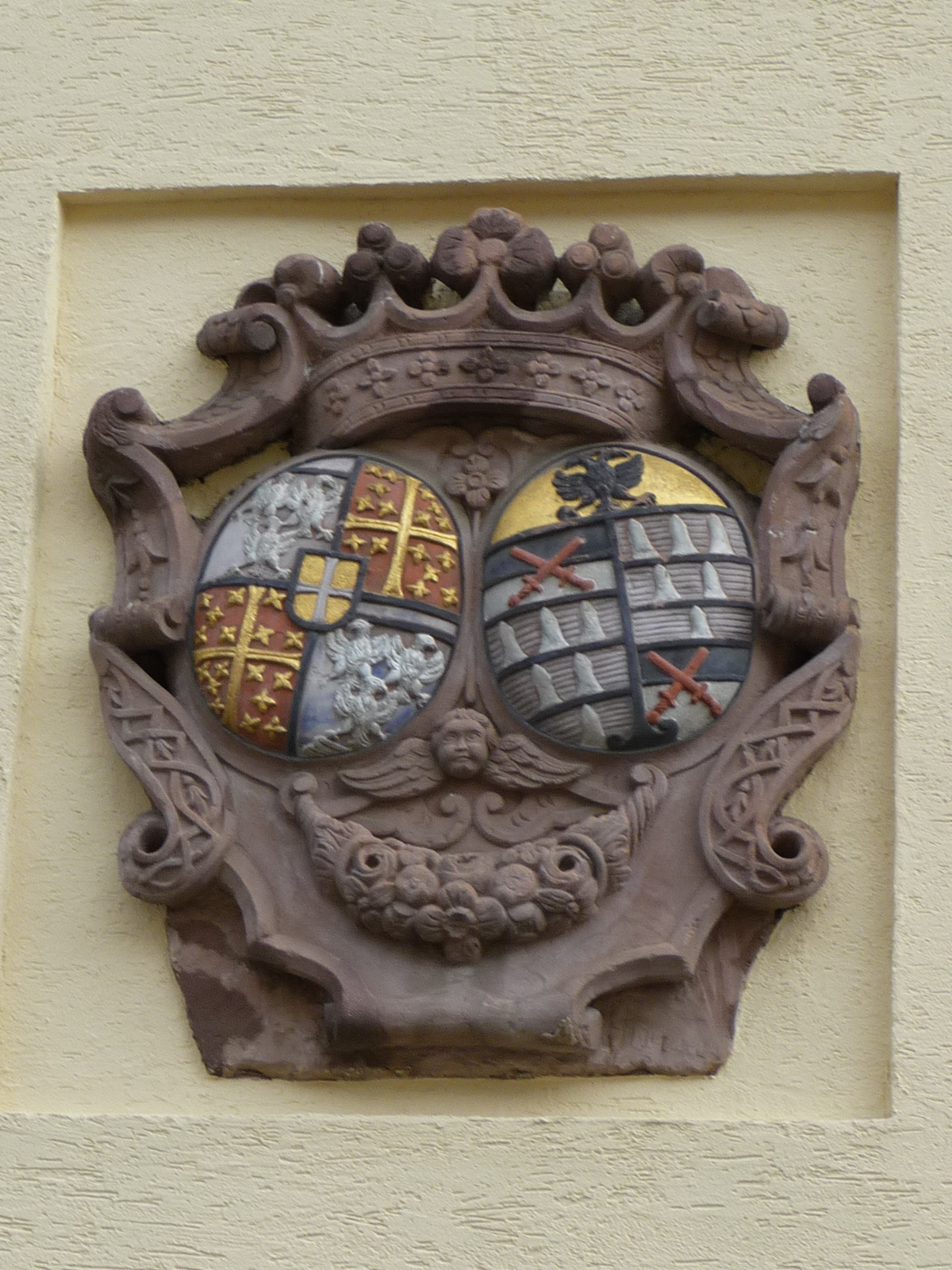
Wappenstein
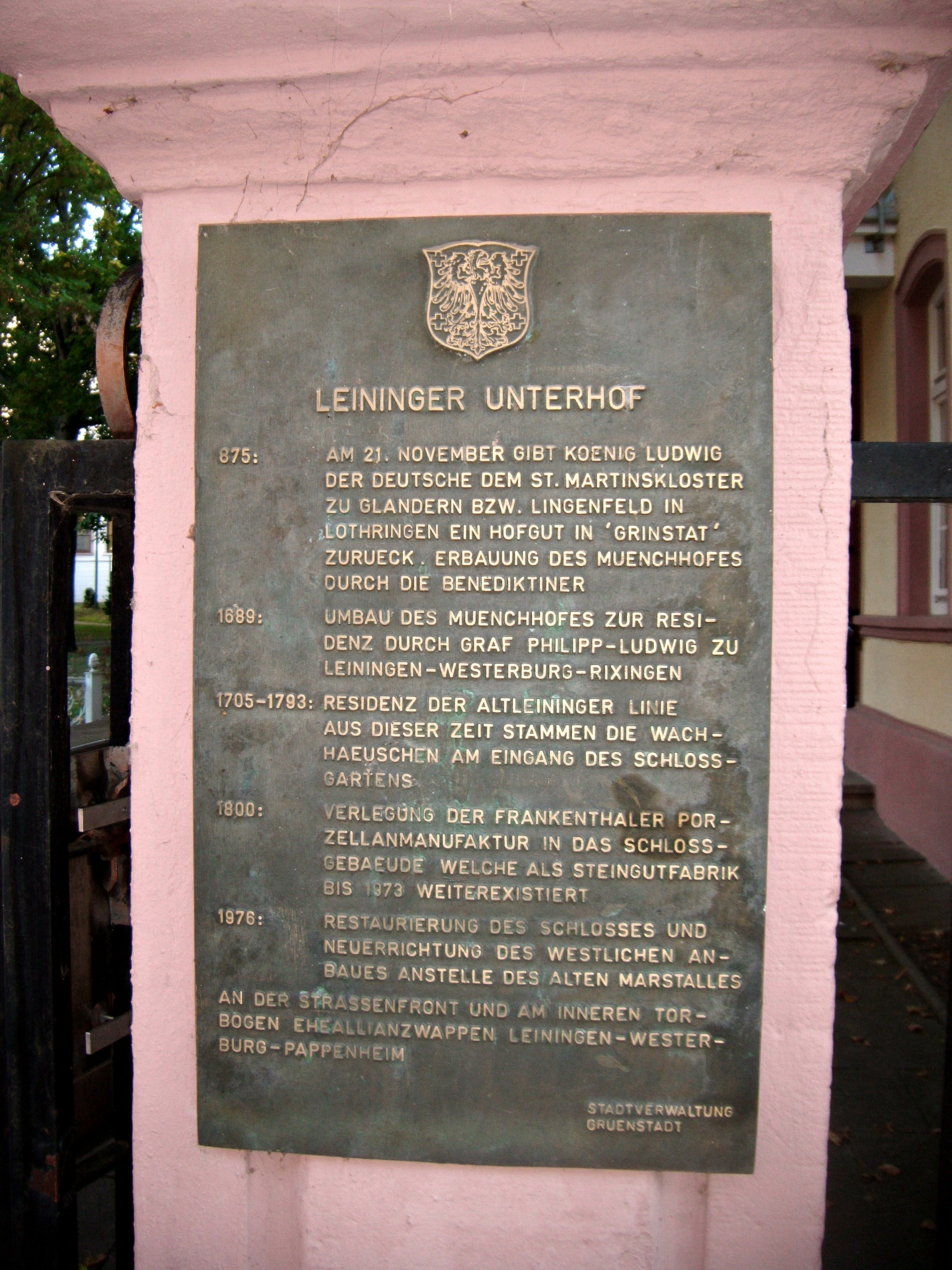
Schrifttafel der Stadtverwaltung
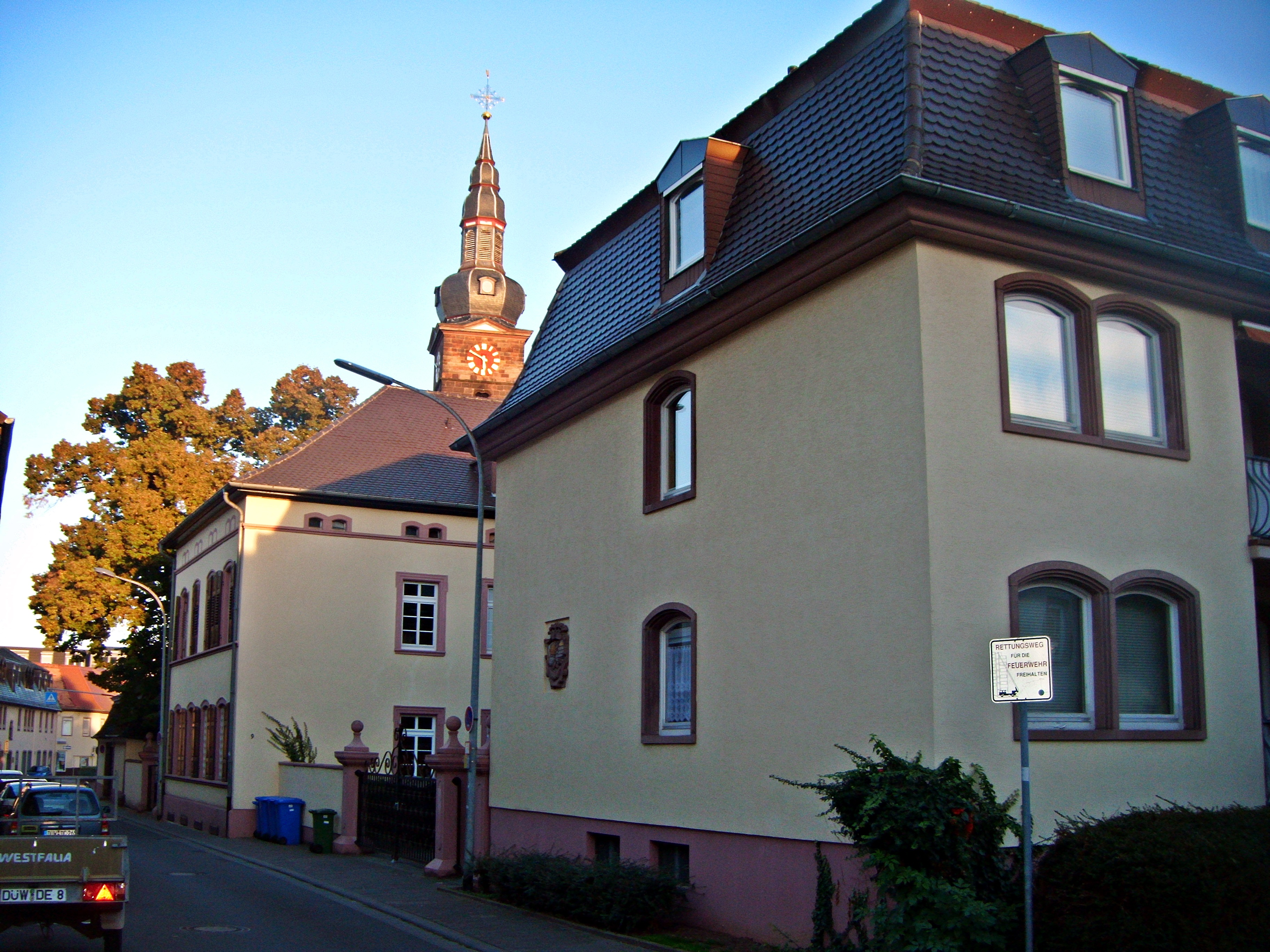
Straßenfront von Nordwesten; rechts der neue Westflügel mit Wappenstein, links der originale Ostflügel